# Hochschule für Kunsttherapie Nürtingen
Die Hochschule für Kunsttherapie Nürtingen (HKT) war eine private Fachhochschule in Nürtingen. Sie bildete seit 1987 mit staatlicher Anerkennung und Förderung Kunsttherapeuten aus. Trägerin war die Stiftung für Kunst und Kunsttherapie Nürtingen. Zum Sommersemester 2016 wurde die Hochschule für Kunsttherapie in die Hochschule für Wirtschaft und Umwelt Nürtingen-Geislingen integriert.

## Studium
Mit der staatlichen Anerkennung als Fachhochschule für den Studiengang Kunsttherapie am 1. Juni 1987 bildete die HKT bis zum Jahre 2010 Diplom-Kunsttherapeuten aus. Mit der Bologna-Reform wurde vom Diplomstudium auf einen acht-semestrigen Bachelor-Studiengang mit einem konsekutiven zwei-semestrigen Master-Studiengang umgestellt. Die monatlichen Studiengebühren betrugen € 260 für den Bachelor bzw. € 415 für den Master. Ab dem Wintersemester 2015/2016 wurde ein Bachelorstudiengang Theatertherapie angeboten. Die Hochschule für Kunsttherapie war durchgängig von 1987 bis 2016 staatlich anerkannt und ihre Studiengänge akkreditiert.

## Integration in die Hochschule für Wirtschaft und Umwelt
Am 21. März 2016 wurde der Integrationsvertrag zwischen dem Land Baden-Württemberg, der Stiftung für Kunst und Kunsttherapie Nürtingen und der Hochschule für Wirtschaft und Umwelt Nürtingen-Geislingen unterzeichnet. Die Studiengänge der Hochschule für Kunsttherapie wurden an der damaligen Fakultät Landschaftsarchitektur, Umwelt- und Stadtplanung (FLUS, heute Fakultät Umwelt Gestaltung Therapie (FUGT)) angesiedelt. Mit der Unterzeichnung des Integrationsvertrages endet die Existenz der Hochschule für Kunsttherapie. Die Trägerstiftung bleibt weiterhin bestehen. Das Akronym „HKT“ bleibt weiterhin erhalten und steht für „Hochschulstudiengänge Künstlerische Therapien“ an der HfWU.

## Rektoren
- Karl Heinz Türk
- Fritz Marburg
- Hartmut Majer
- Marion Wendlandt-Baumeister
- Johannes Junker